# Cash Group
CashGroup – inicjatywa prywatnych banków działających na terenie Niemiec, która ma umożliwiać ich klientom wypłacanie pieniędzy z "obcych" bankomatów bez prowizji i opłat. 
Cash Group była odpowiedzią na hegemonię sieci kas oszczędnościowych (Sparkassen), które posiadają znacznie więcej bankomatów niż każdy z członków inicjatywy z osobna. Cash Group dysponuje ponad 7000 bankomatami na terenie Niemiec. Do inicjatywy należą następujące banki:
- Deutsche Bank AG
- HypoVereinsbank AG
- Commerzbank AG
- Postbank AG[1]